# Antelope Canyon
Pour les articles homonymes, voir Antelope.
L'Antelope Canyon (le « canyon de l'Antilope » en anglais) (Tsé bighánílíní dóó Hazdistazí en Navajo ce qui signifie « le lieu où l'eau coule à travers les rochers ») est l'un des canyons en fente les plus connus et les plus photographiés du Sud-Ouest des États-Unis.

## Description
Il est situé dans le nord de l'Arizona aux États-Unis, à côté du lac Powell, dans la réserve de la Nation navajo, et est constitué de deux gorges séparées, l'Upper Antelope Canyon (supérieure) et le Lower Antelope Canyon (inférieure).
C'est une jeune indienne navajo, en 1931, partie à la recherche d'un de ses moutons égaré qui trouva cette gorge. L'Antelope Canyon peut seulement être visité en excursions guidées, en partie parce que des pluies inattendues peuvent rapidement l'inonder. Le guide vous emmène en 4x4 en suivant le lit d'une ancienne rivière jusqu'à l'entrée de la faille à environ 5 kilomètres de la route 98 qui relie Page à Kayenta. La visite dure environ une heure en suivant la gorge sur un kilomètre.
La partie la plus fréquentée est l'Upper Antelope Canyon, plus grand et d'un accès facile. Par contre pour le Lower Antelope Canyon, plus petit, l'entrée dans la faille est plus sportive s'effectuant avec des escaliers métalliques mis en place par les Navajos, les visiteurs y sont moins nombreux. Les deux failles présentent une qualité esthétique similaire.

### Upper Antelope Canyon
L'Upper Antelope Canyon présente une largeur variant de 2 à 3 mètres pour une longueur de 400 mètres. L'accès est aisé et la majorité des visiteurs s'y rendent. L'accès s'effectue avec des véhicules 4x4 soit depuis Page soit depuis le stationnement du site.

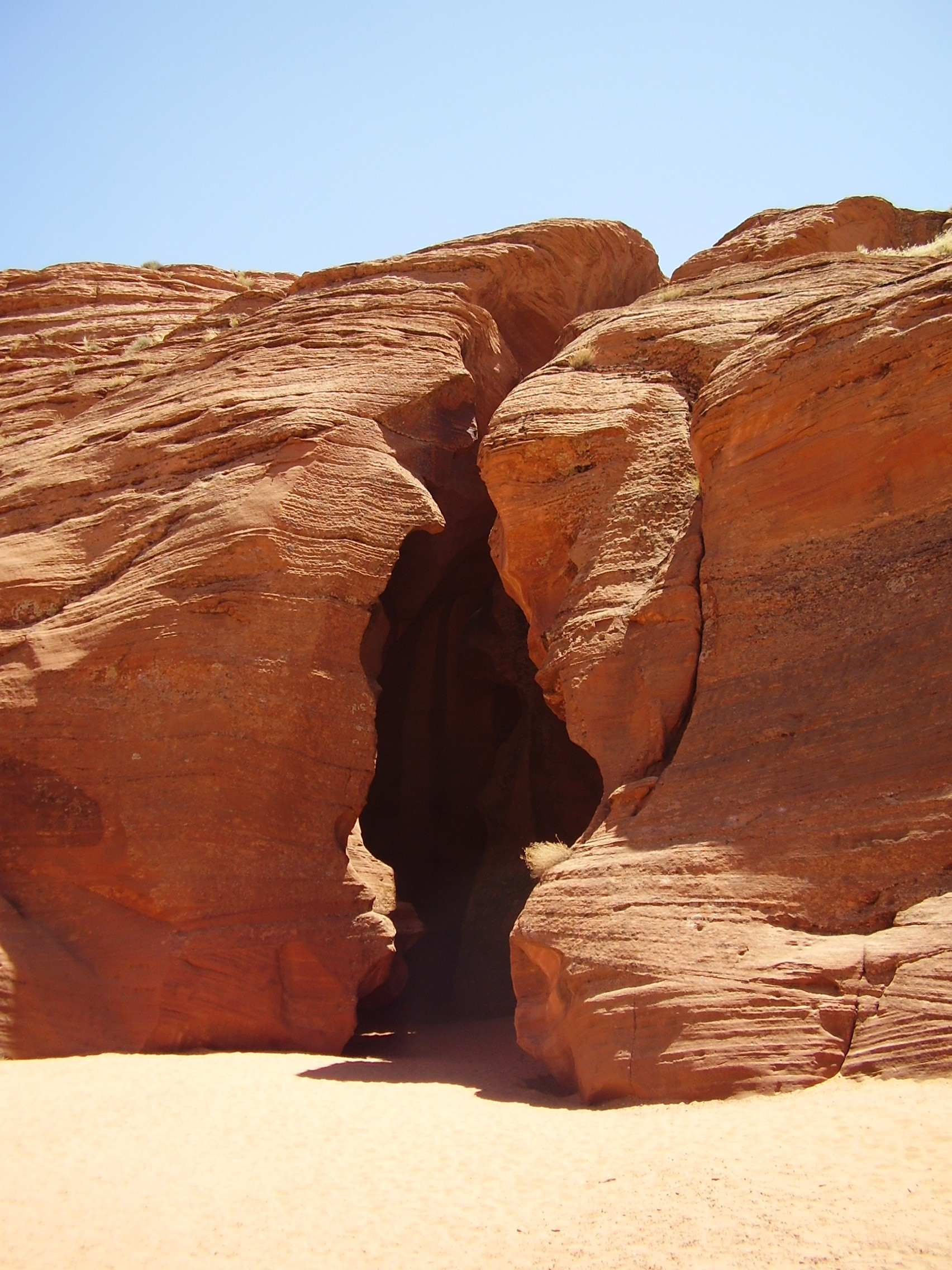
Vue de l'entrée de l'Upper Antelope Canyon.
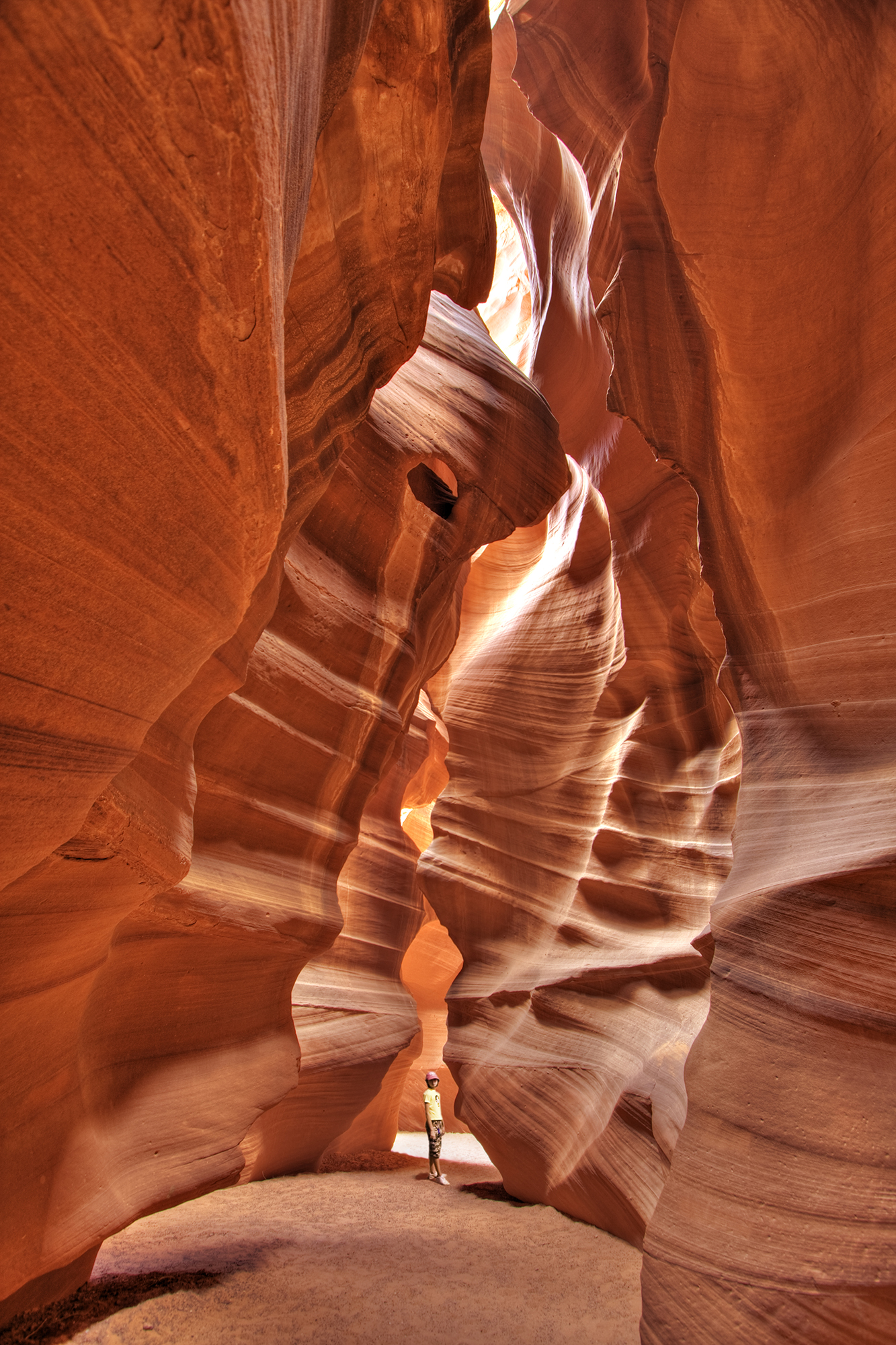
Intérieur de l'Upper Antelope Canyon.
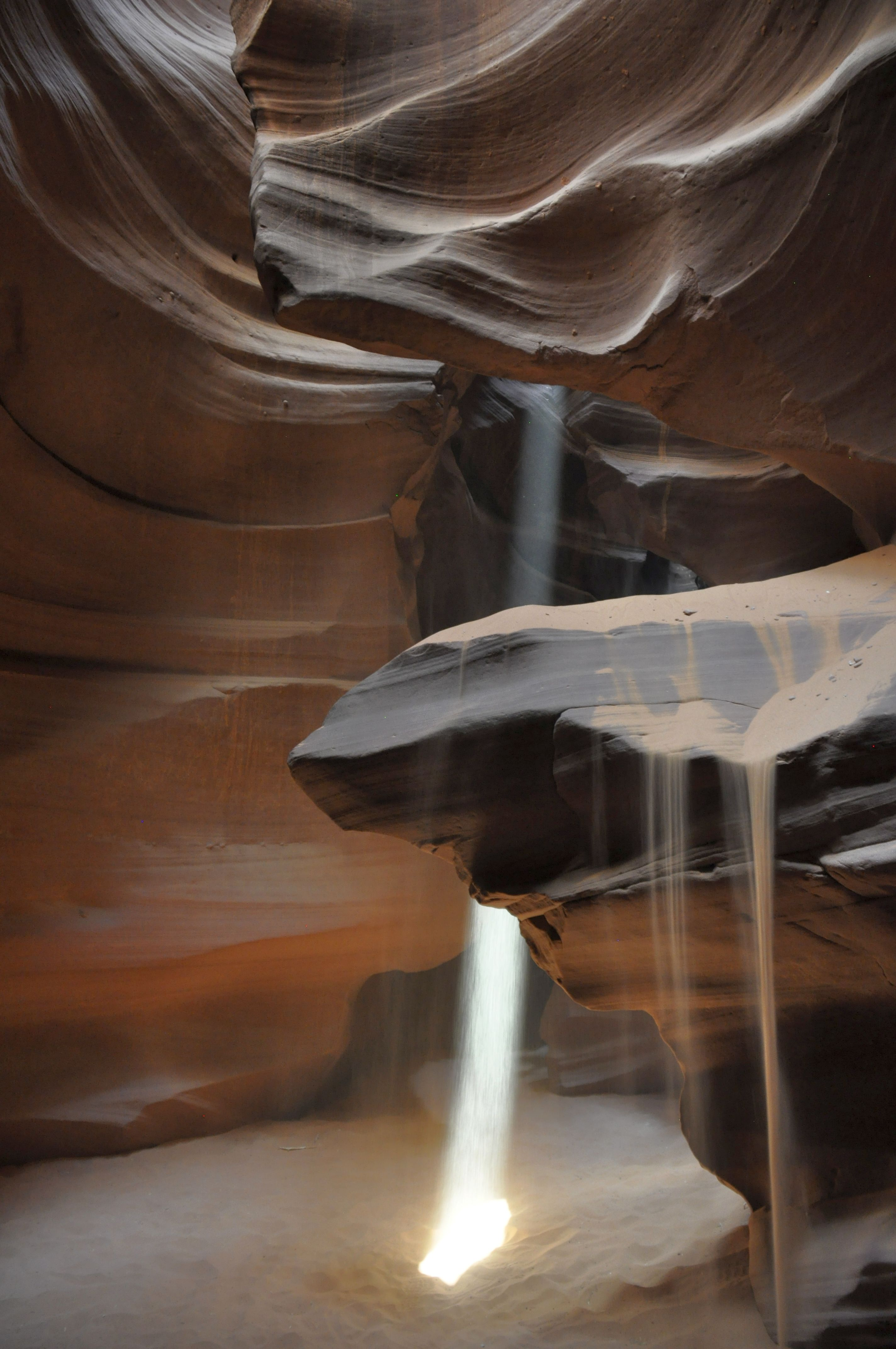
Lumière du crépuscule dans l'Upper Antelope Canyon.
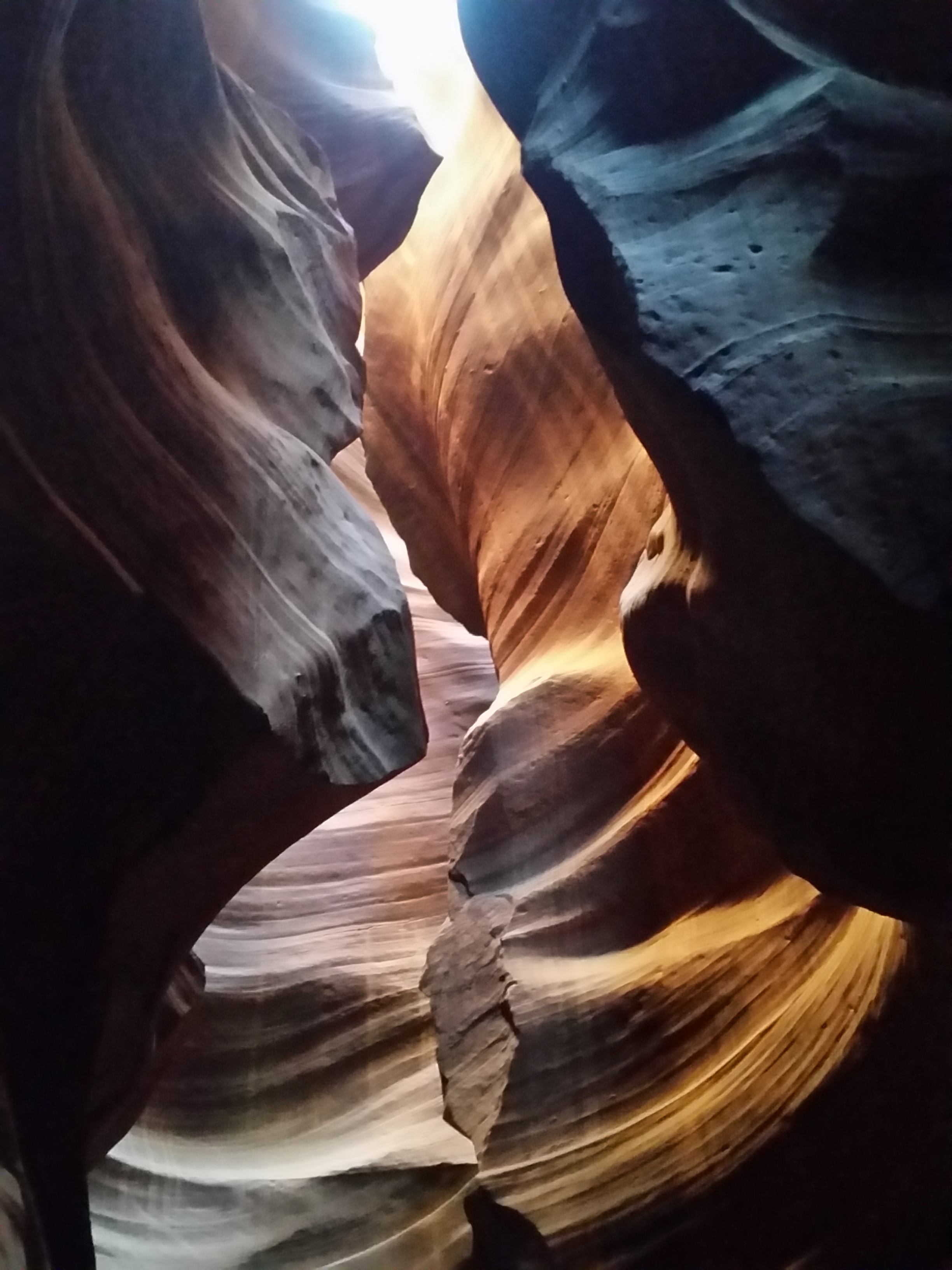
Antelope canyon 2017

### Lower Antelope Canyon

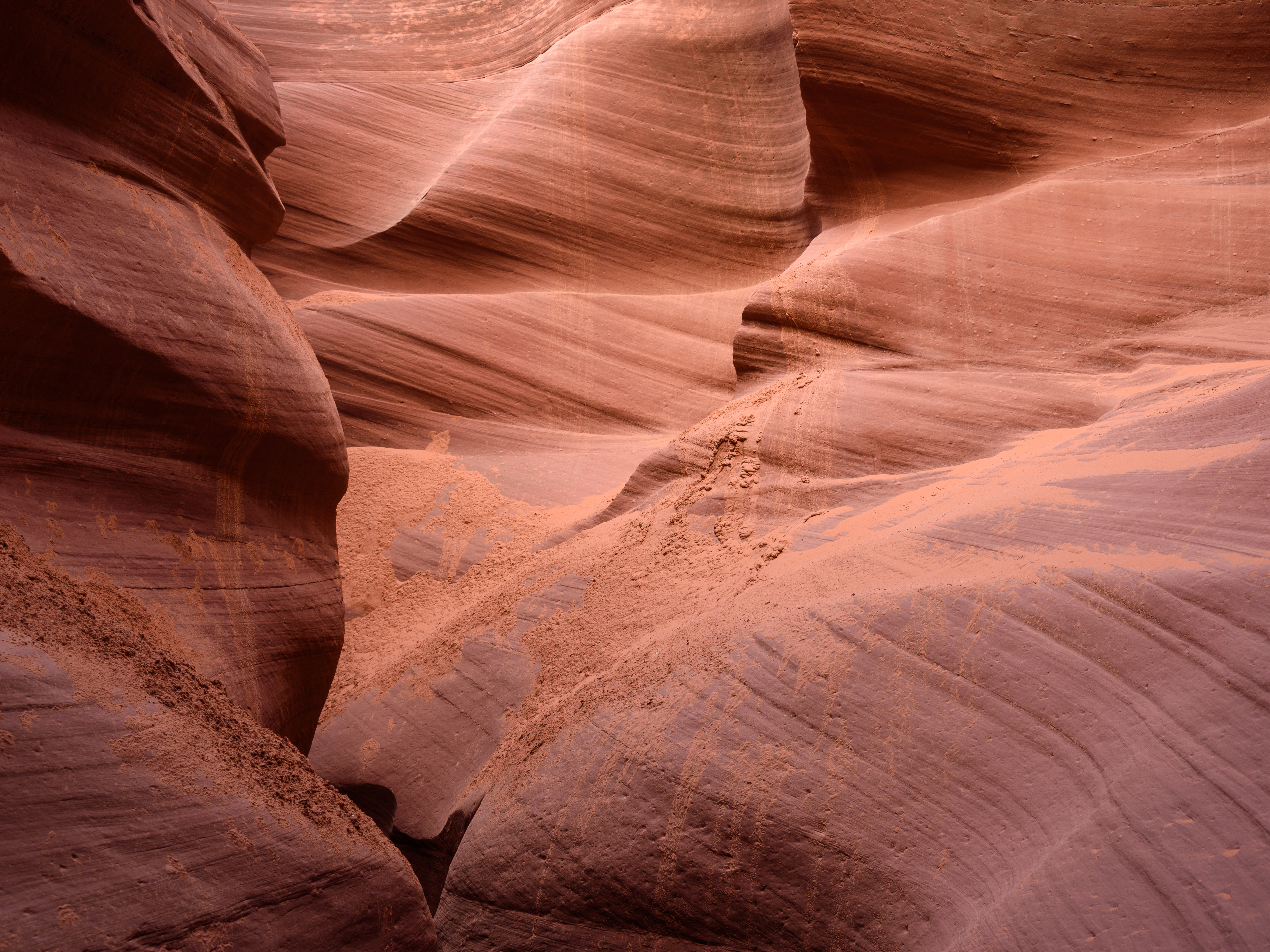
L'intérieur du Lower Antelope Canyon.

Le Lower Antelope Canyon est plus long que l'Upper et surtout plus étroit avec des différences de niveaux importantes. Son accès s'effectue à pied depuis le stationnement du site.
Le 12 août 1997, onze personnes, dont sept Français ont été tuées par une crue subite dans le Lower Antelope Canyon.

## Galerie

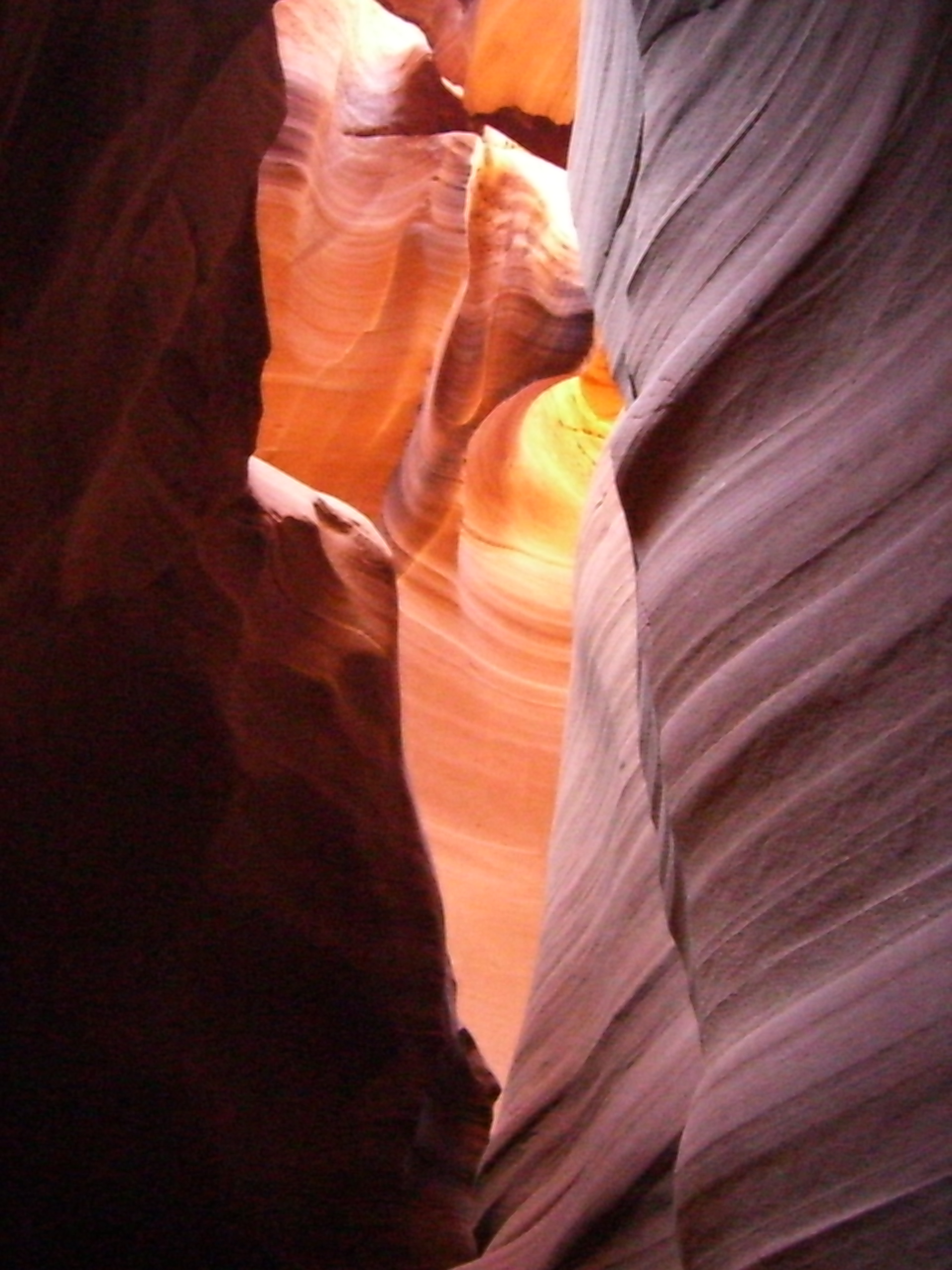
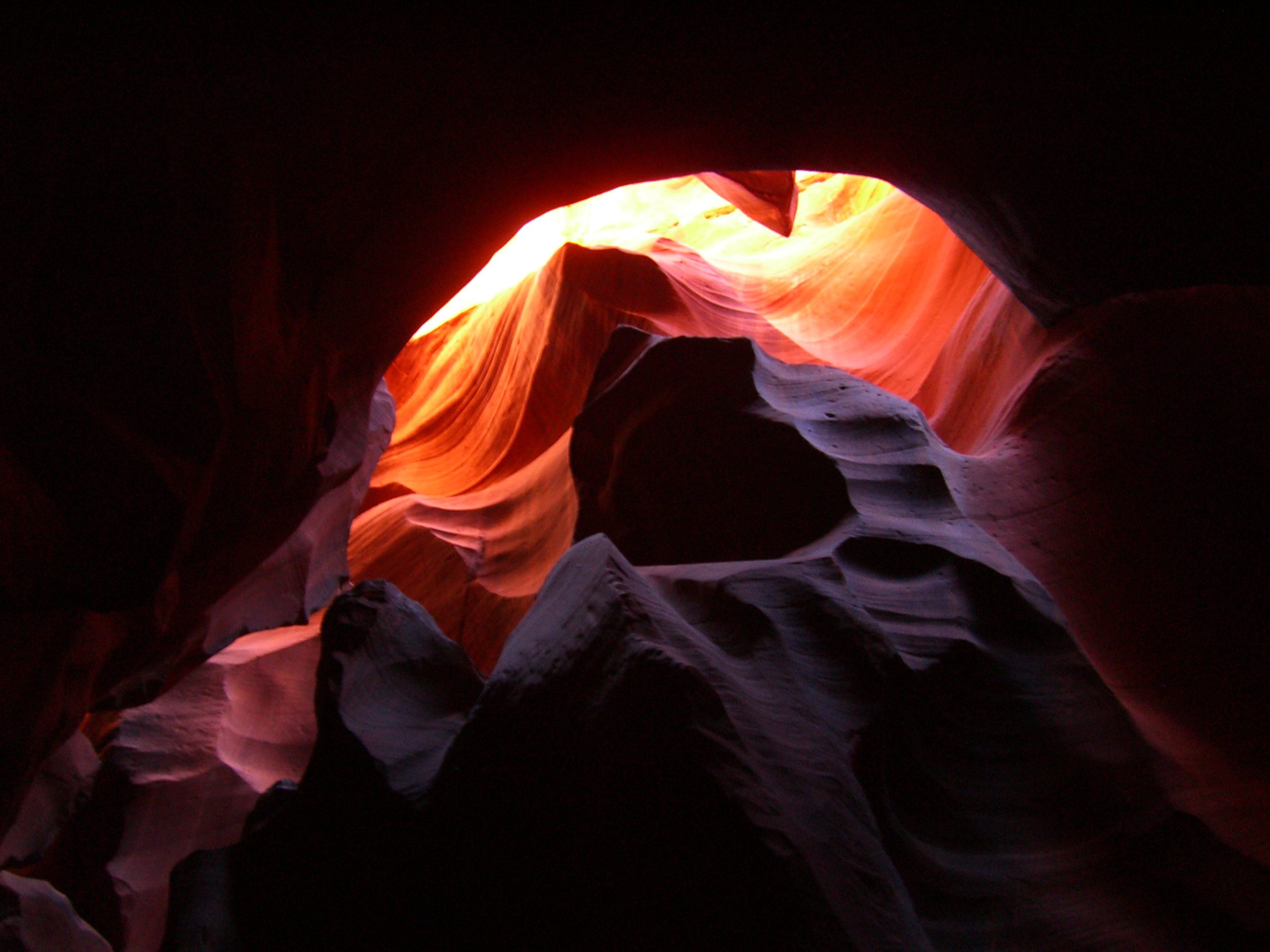
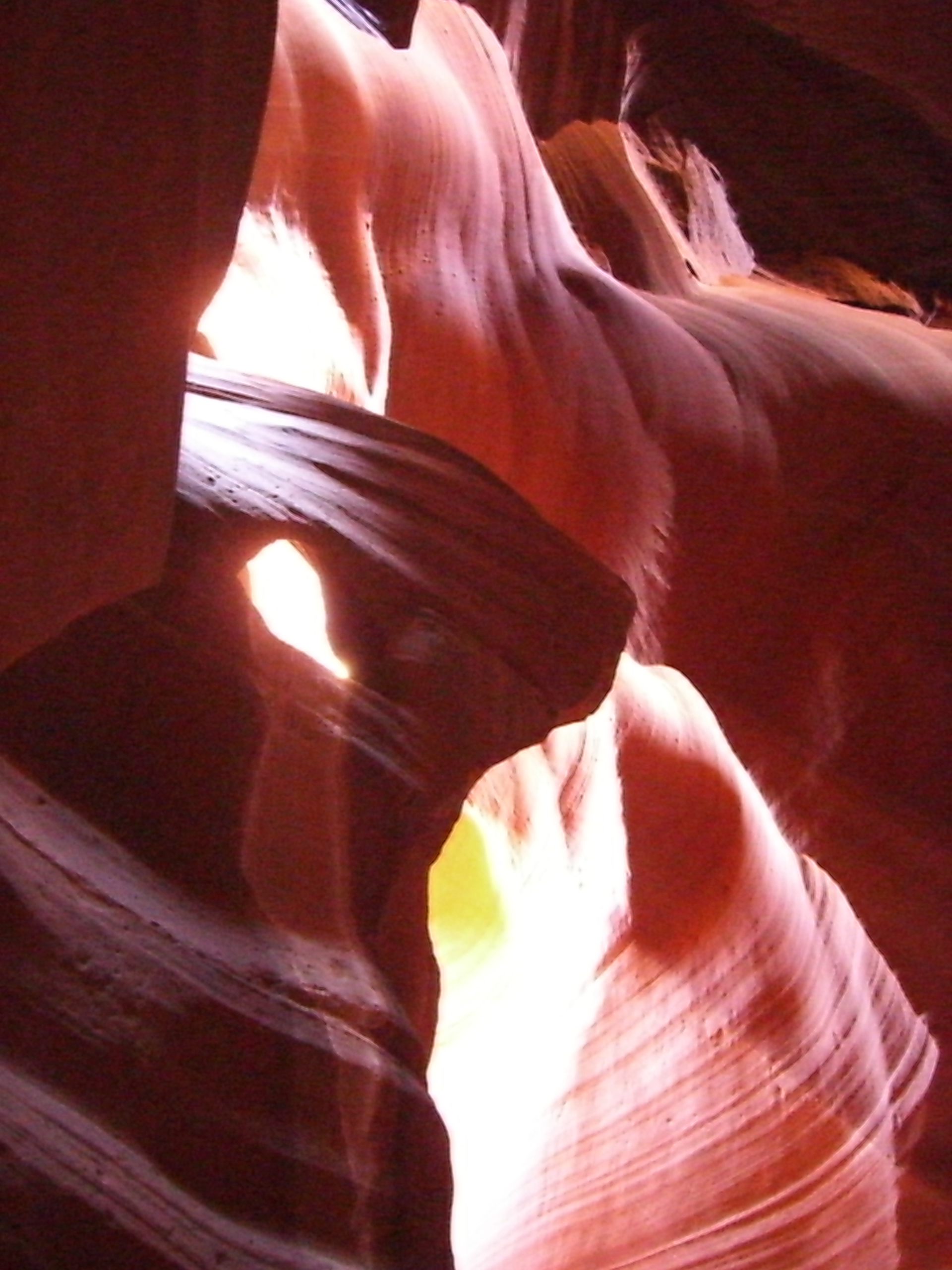
L'œil de l'aigle
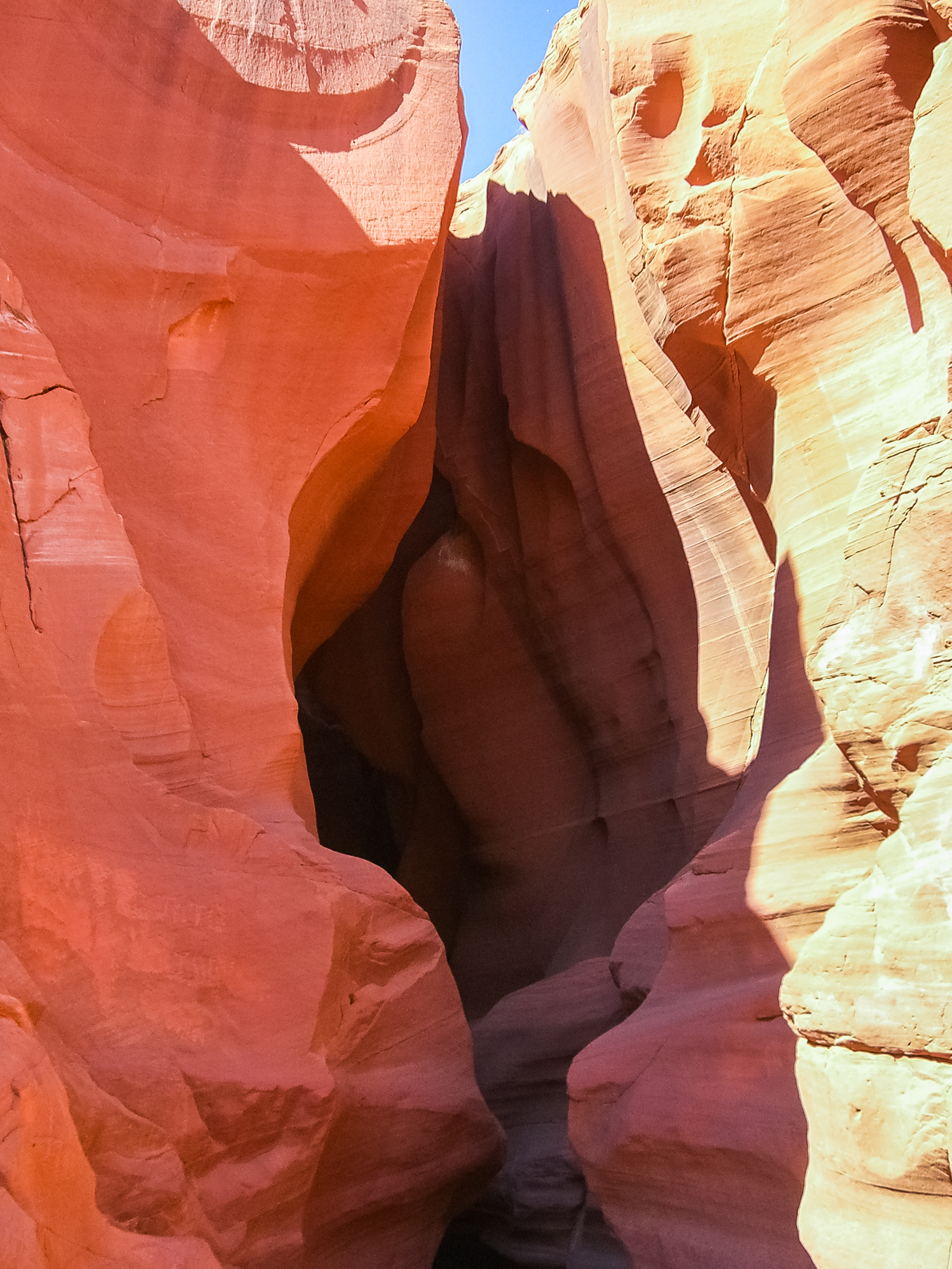
Entrée arrière
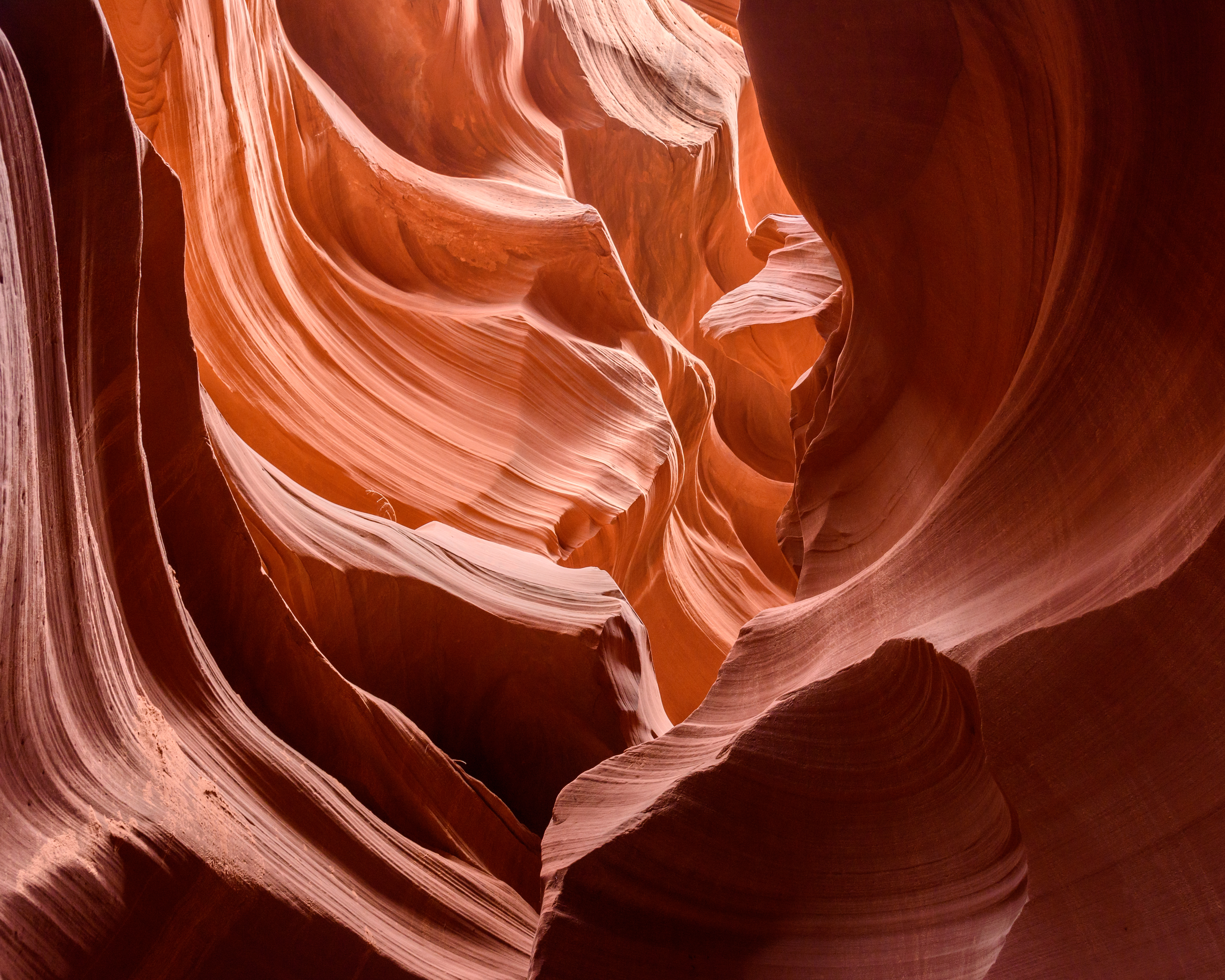
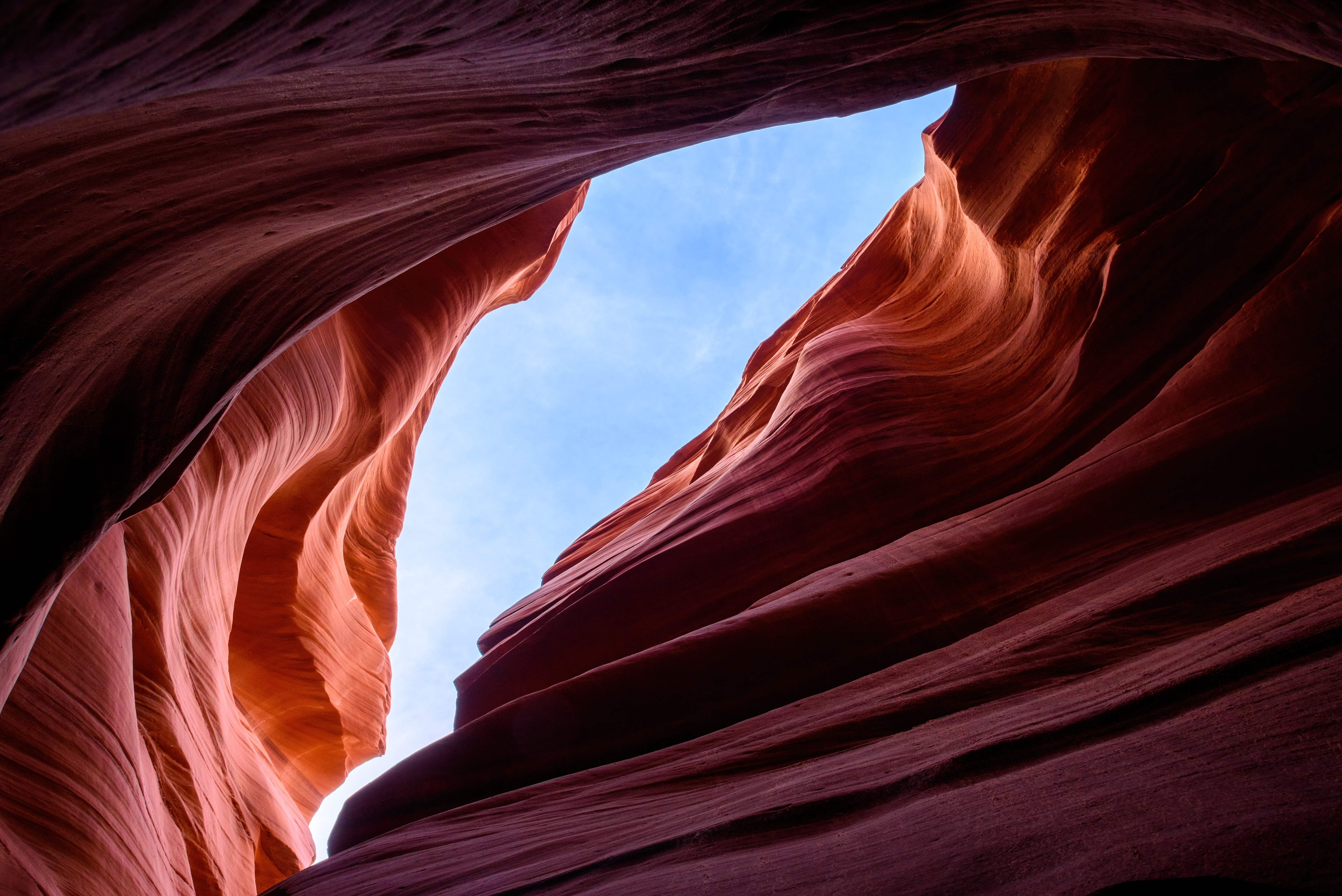